# Immeuble Dickmans
L' immeuble Dickmans est un immeuble à appartaments situé dans la Grande-Rue à Charleroi (Belgique). Il a été conçu en 1931 par l'architecte Marcel Leborgne pour Charles Dickmans.

## Histoire
Ce bâtiment conçu par Marcel Leborgne est le précurseur stylistique des immeubles d'habitation qu'il créera vers la fin des années 1930. Comme par exemple la résidence Albert ou l'immeuble Moreau.

## Architecture
Dans cet immeuble d'angle, l'architecte Marcel Leborgne expérimente un langage horizontal à petite échelle. La façade se caractérise par une syntaxe de composition très lisible, déterminée par l'alternance des bandes de briques et des fenêtres. Pour marquer les niveaux, il utilise une ligne de pierre bleue au niveau des allèges des fenêtres et de la corniche du bâtiment. La pierre bleue est également mise en œuvre pour le socle du rez-de-chaussée où se trouvent les différents espaces commerciaux.